# 引越し蕎麦
引越し蕎麦（ひっこしそば）とは、引っ越しした人がご近所への挨拶を兼ね蕎麦を配る習慣である。
江戸時代、少なくとも天明年間には江戸に広がっていた習慣。この風習が始まるまでは、引越しの際には小豆の粥を近所に配っていた。
新島繁の『蕎麦の事典』によると引越し蕎麦は江戸中期ごろから始まった、江戸を中心にした習慣だといい、この習慣は上方では存在しなかった。
引っ越してきた人は挨拶を兼ね、大家や差配人（現代で言う管理人）にはせいろ五枚ずつ、隣近所（長屋の場合はいわゆる「向こう三軒両隣」の5軒）にはせいろ二枚ずつ、蕎麦を配った。「おそばに参りました」という意味を掛けていたと言われ、江戸っ子が引越で配るものは蕎麦と決まっていた。「いや、何でも配りゃいいってもんじゃねえ。引越しそばには、仲間入りの口上挨拶が、ちゃんとこもっているんだ。ただの手土産と違って、意味が込められてんだ」と江戸っ子は言った。
江戸期には乾蕎麦は一般的ではなかったので蕎麦屋に茹でた蕎麦を手配してせいろで配った。
なお1835年（天保6年）に刊行された『街廼噂』という本には、江戸で引越しの際に蕎麦を配るのは二八蕎麦は2つでわずか32文で安上がりに済むことから始まったと書かれているが、これは噂話を集めた本なので真偽の程は不明。
明治時代や大正時代の東京では引越し蕎麦は転居の際には欠かせないものとして定着していたらしく、引越してきた人が近所の蕎麦屋に依頼すれば蕎麦屋のほうは心得ていてその人の隣近所や大家に2枚、5枚と決まった数量を出前してくれ、代金は引越してきた人に請求されるというものだった。
なお明治時代には小腹が空くおやつ時を見計らって配っていたが、食べきれなくて困る人もいるので、明治末期頃に蕎麦屋が「蕎麦切手」という一種の食券のようなもの発行する便法を思いつき、蕎麦屋でそれを発行してもらって大家やご近所に配り、随意に用いてもらうということも大正時代には行われるようになっていた。蕎麦切手あるいはそば券は引っ越した人が蕎麦屋で「そば券は有るかい？」と聞くと作ってくれるようなもので、店ごとに様式は異なり、厚紙に金額を手書きし店のハンコを押しただけの簡易なものだったという人もいる。大正12年の関東大震災前は、東京ではそれを配ることが一般に行われていたが、満州事変（1931年-33年、昭和6年-8年）の頃には一般的ではなくなったという。
また、明治期に茹でた蕎麦を干した「干しそば」が長野で発明され、東京でも次第に乾蕎麦（蕎麦の乾麺）の袋売りが一般化すると、蕎麦の乾麺を配りたい人はそれを化粧箱に入れたものを配るということも行った。今では化粧箱に入れた引越し蕎麦を販売している業者があり、ネット通販でも販売されている。
昭和期に蕎麦の代わりにタオル、菓子、洗剤、石鹸などの粗品を配る人が増えていった。平成期には引越の挨拶そのものをする人が減り、令和期の現在では6割程度。東京に限定した調査ではないので東京でこの習慣がどの程度残っているかを示すデータではないが、LIFULL HOME'Sが2016年に「過去5年以内に土地勘のないエリアに引越したことがある」と回答した人480名に対して行ったアンケート調査の引越挨拶の粗品の種類のランキングではタオルが1位の31.3%に対して蕎麦は8位の4.3%。

## 文献
- 『引越に振る舞われるそば』北海物産、n.d.。 - 柴田書店発行・『そば・うどん百味百題』より
- 「引っ越しそばの由来」『そば辞典』、日穀製粉、2017年。 - 2018年12月31日閲覧
- カラーブックス 蕎麦入門
- 「引っ越しそば」の大誤解　「新居で食べるそば」は間違い - J-CASTニュース、2017年3月25日閲覧